# ミュレ
ミュレ （フランス語:Muret、オック語・ガスコーニュ語:Murèth）は、フランス、オクシタニー地域圏、オート＝ガロンヌ県のコミューン。

## 地理・交通
トゥールーズの南約20kmに位置し、トゥールーズ都市圏に含まれる。コミューン内でガロンヌ川へルージュ川が合流する。
- 道路 - N117、A64
- 鉄道 - フランス国鉄ミュレ駅。トゥールーズ＝バイヨンヌ線
- バス - アルカンシエル・オート＝ガロンヌ・ネットワークが運行

## 歴史
新石器時代より人が定住していた。
1213年9月にこの地で起きたミュレの戦いでは、アラゴンとオクシタニアの連合軍を率いてフランスと戦ったペドロ2世が戦死した。アラゴンとの係争地ラングドックはフランスに併合され、広く浸透していたカタリ派が迫害されることになった。
第二次世界大戦中、ミュレを含むピレネー山麓のコミューンでマキが活動した。
コミューン内にフランス陸軍第3補給連隊が駐留する。

## 経済
穀物を主とした農業が盛んである。トゥールーズへの近さゆえんの工業地帯や住宅地の有利さは実際には消えうせている。ラクロワ・グループやピエール・ファーブル社の工場がある。

## 姉妹都市
- モンソン、スペイン

## 出身者
- アドルフ・ニール - ナポレオン3世時代のフランス元帥